# 復國墩漁港
復國墩漁港，位於金門縣金湖鎮溪湖里 ，屬於中華民國第二類漁港；原為一岩礁地形區，冬季盛產紫菜，主要漁獲為鰶魚、白帶魚、午魚、土魟、巴弄與蝦蟹等 。與新湖、羅厝為金門縣三大漁業專用港之一，並提供五噸級以上漁船全天候一貫作業。

## 沿革
- 2009年 辦理防舷材汰舊更工程
- 2010年 辦理東防波堤拋石堤加拋及延建工程
- 2012年 完成漁港航道及泊地浚挖工程
- 2013年 完成“金門縣新湖等三漁港功能多元化整體規劃”，主要檢討漁港的漁業基礎功能
- 2014年 辦理2015年至2018年中長期計畫，計劃為綜合停泊浮動碼頭興建工程、新增港區整地與漁業相關設施預定碼頭興建工程、外航道暗礁清除工程、浚深土方回填區及復育區投放人工魚礁工程[3]

## 當地景區
復國墩原名為蚵殼墩，意指由蚵殼所堆起之高地，為半島型礁石海岸，但該地卻不產任何蚵仔；經考古研究者發現，此地擁有大量貝塚遺址，存在年代距今約七、八千年前，此重大發現，於該地定名為“復國墩文化”。周圍礁岩多為目礁、尖礁、黑礁等坐落於海中，在聚落南側有斜坡步道可到達原天然漁船停靠處，後來於後方興建堤岸與海中礁嶼相連，擴建為漁港；目前雖少漁船於此進出，附近海域卻為優良之漁場，吸引眾多釣客到此垂釣。復國墩擁有特殊紅土層地質景觀，周圍地表還能見到在眾多地質作用下造就而成的特殊地形，為天然的地質教室，亦為當地特色景點之一。

## 外部連結
- 金門區漁會 （页面存档备份，存于）